# Imagem em movimento
Uma película, filme, é uma história transmitida com imagens em movimento. É produzido pela gravação de imagens fotográficas com câmeras ou através da criação de imagens usando animação técnicas ou efeitos visuais . O processo de produção de filmes se tornou uma arte e também indústria.
Hoje em dia, entre outras, imagens são as veiculadas pelos  anúncios publicitários impressos em páginas de revistas ou expostos nas paredes de edifícios; os cartazes afixados em muros e murais; a própria arquitetura dos edifícios e das obras de engenharia; os utensílios domésticos e todas as ferramentas; as vestimentas; os veículos de transporte; as representações sagradas; todo material impresso e finalmente toda exibição em telas de cinema e de televisão.

## Conceitos
Imagem (do latim: imago) é a representação gráfica, plástica ou fotográfica de pessoa ou de objeto;representação mental de um objeto, impressão, etc; lembrança, recordação.
Há várias definições para movimento (do latim: agito), incluindo:
- em física, movimento é a variação de posição espacial de um objeto ou ponto material no decorrer do tempo;
- na filosofia clássica, o movimento é um dos problemas mais tradicionais da cosmologia, desde os pré-socráticos, na medida em que envolve a questão da mudança na realidade; assim, o mobilismo de Heráclito considera a realidade como sempre em fluxo; a escola eleática por sua vez, principalmente através dos paradoxos de Zenão, afirma ser o movimento ilusório, sendo a verdadeira realidade imutável;
- Aristóteles define o movimento como passagem de potência a ato, distinguindo o movimento como deslocamento no espaço; como mudança ou alteração de uma natureza; como crescimento e diminuição; e como geração e corrupção (destruição);
- no universo descrito pela física da relatividade, o movimento nada mais é do que a variação de posição de um corpo relativamente a um ponto chamado "referencial".

## História
Os procedimentos feitos em filmes tem elementos comuns muito anterior aos próprios filmes: scripts , jogos , fantasias , a produção , direção , atores , público , storyboards , e pontuações . Muito mais tarde, a terminologia usada na teoria crítica de cinema e aplicadas, tais como mise en cena (grosso modo, a imagem visual todo em qualquer momento).
Anthemius de Tralles usado um tipo primitivo de câmara escura , no século 6. A câmara escura foi ainda descrito por Alhazen em seu Livro de Óptica (1021),  e mais tarde perto do ano 1600, foi aperfeiçoado por Giambattista della Porta . A luz é invertida através de um pequeno orifício ou lente de fora, e projetada em uma superfície ou tela, criando uma imagem em movimento, mas não é preservada em uma gravação.
Na década de 1860, mecanismos para a produção de dois desenhos tridimensionais em movimento foram demonstrados com dispositivos como o zootrópio , mutoscope e praxinoscópio . Estas máquinas eram consequências de simples dispositivos ópticos (como lanternas mágicas ) e iria mostrar sequências de imagens estáticas em velocidade suficiente para que as imagens nas fotos para parecessem estar se movendo, um fenômeno chamado persistência da visão . Naturalmente, as imagens precisam ser cuidadosamente projetadas para alcançar o efeito desejado, e com o princípio subjacente se tornou a base para o desenvolvimento do cinema de animação.
Com o desenvolvimento de celuloide para a fotografia , tornou-se possível capturar diretamente objectos em movimento em tempo real. Um experimento 1878 por Eadweard Muybridge , nos Estados Unidos usando 24 câmeras produziu uma série de imagens estereoscópicas de um cavalo a galope, sem dúvida foi "primeira" imagem em movimento, embora ele não a chama-se por esse nome. Essa tecnologia requeria uma pessoa que observando a partir da maquina, visualizam-se as fotos sendo separadas por um papel impresso ligadas a um cilindro que era girado por uma manivela. As imagens eram passadas em uma velocidade variável de 5 a 10 quadros por segundo, dependendo da rapidez do movimento da manivela. As versões comerciais dessas máquinas eram operadas por moedas.
Na década de 1880 o desenvolvimento da câmera de cinema permitiu que as imagens individuais a ser capturadas fossem armazenadas em um único carretel, o que levou rapidamente ao desenvolvimento de um projetor de cinema, que usando um brilho de luz através dele conseguiu expor o filme impresso para uma tela para a apreciação de uma plateia inteira. Estas imagem  assim exposta, veio a ser conhecido como imagens em "movimento". As imagens em movimento nos início eram fotos estáticas que mostravam um evento ou ação, sem edição ou outra técnica cinematográfica.
Dickson ignorando experiências de som nos filmes (1894), onde os filmes comerciais ficaram puramente como  arte visual através do século 19, pois estes inovadores dos filmes mudos tinham ganhado um poder sobre a imaginação do público. Por volta da virada do século XX, os filmes começaram a desenvolver uma estrutura narrativa amarrando com as cenas, para contar a historia. As cenas foram posteriormente divididas em várias fotos de vários ângulos e tamanhos. Outras técnicas como o movimento de câmera foram realizados, como formas eficazes para retratar uma história em filme. Ao invés de deixar a plateia em silêncio, os proprietários do teatro contratavam um pianista ou organista ou uma orquestra completa para tocar música, para colocação do sons de humor do filme a qualquer momento necessário. Até o início dos anos 1920, a maioria dos filmes veio com uma lista preparada de partituras para este fim, com total trilhas sonoras de filmes a ser composta por grandes produções.

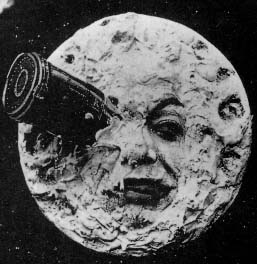
Um tiro de Georges Méliès Le Voyage dans la Lune (A Viagem à Lua) (1902).

A ascensão do cinema europeu foi interrompida pela eclosão da I Guerra Mundial , quando a indústria cinematográfica nos Estados Unidos floresceu com a ascensão de Hollywood , que se caracterizava por causa proeminente do grande trabalho inovador de DW Griffith em O Nascimento de uma Nação (1914) e Intolerância (1916). No entanto, na década de 1920, os realizadores europeus, como Sergei Eisenstein , FW Murnau e Fritz Lang , de muitas formas inspiradas pelos progressos em tempo de guerra meteórica do filme através de Griffith, juntamente com as contribuições dos de Charles Chaplin , Buster Keaton e outros, rapidamente pegou, com American film-making e continuou a avançar ainda mais no meio. Na década de 1920, a nova tecnologia permitiu aos realizadores juntar a cada filme uma trilha sonora de voz, música e efeitos sonoros sincronizados com a ação na tela. Estes filmes sonoros foram inicialmente distintos, chamamados de "retratos falantes", ou falado.
O próximo passo importante no desenvolvimento do cinema foi a introdução dos chamado cor "natural”. Com a adição de som, rapidamente se criou um eclipsado cinema mudo e músicos de teatro, mas a cor foi adotada de forma mais gradual como os métodos evoluído tornando-o mais prático e rentável produzir cor "natural" nos filmes. O público era relativamente indiferente à fotografia a cores, em oposição ao preto e branco, mas como processos de cor aprimorada e se tornou tão acessíveis como a preto e branco da película, e mais e mais filmes foram filmados em cor após o final do II Guerra Mundial , como a indústria na América viu que a cor era essencial para atrair um público em sua competição com a televisão, que permaneceu em branco e preto até meados da década de 1960. Até o final da década de 1960, a cor se tornou a norma para os cineastas.
Desde o declínio do sistema dos estúdios na década de 1960, as décadas seguintes, foram introduzidas alterações na produção e no estilo de filme. Vários movimentos New Wave (incluindo o francês New Wave , New Wave indiano , japonês New Wave e New Hollywood ) e a ascensão da escola de cinema educado cineastas independentes faziam parte das mudanças a médio experimentado na segunda metade do século XX. A tecnologia digital tem sido a força motriz da mudança ao longo da década de 1990 e no século XXI.

## Imagem pictórica
Uma imagem é pictórica quando produzida por ordenação de pigmentos sobre algum suporte, geralmente utilizando técnicas de fotografia, desenho, pintura, gravura e outras das  Artes Visuais. A imagem pictórica pode ser figurativa, se representar algo existente materialmente na natureza (ou supostamente existente, como no caso de figuras mitológicas, ou abstrata, se não se prender a nenhuma representação material).

## Imagem estática x imagem em movimento
Por alguma razão, o termo "imagem" tem sido viciosamente utilizado como restrito à imagem em movimento, fotográfica ou eletrônica, dos meios audiovisuais. O conceito, na verdade, transcende em muito esse pequeno recorte e diz respeito a toda visualização construída pela ação do Homem. Neste sentido, inclui todo e qualquer objeto que possa ser percebido visualmente — e, portanto, esteticamente.

## Análise da imagem
A Análise da Imagem é uma atividade semelhante à Análise do Discurso, mas tendo por objeto analítico especificamente imagens. Este tipo de estudo ou técnica tem por método interpretar e "desconstruir" as imagens, em conteúdo e forma, considerando o contexto histórico-social de produção, o autor (emissor) e o público (receptor) que participaram de sua criação, com a finalidade de compreender e identificar sentido nas imagens.
A análise da imagem considera também o aspecto do discurso estético.